# Glyptocephalus
Glyptocephalus – rodzaj morskich ryb z rodziny flądrowatych (Pleuronectidae).

## Zasięg występowania
Północny Atlantyk, Morze Północne, zachodni Bałtyk i północny Pacyfik.

## Klasyfikacja
Gatunki zaliczane do tego rodzaju:
- Glyptocephalus cynoglossus – szkarłacica[3]
- Glyptocephalus stelleri
- Glyptocephalus zachirus – szkarłacica królewska[4]

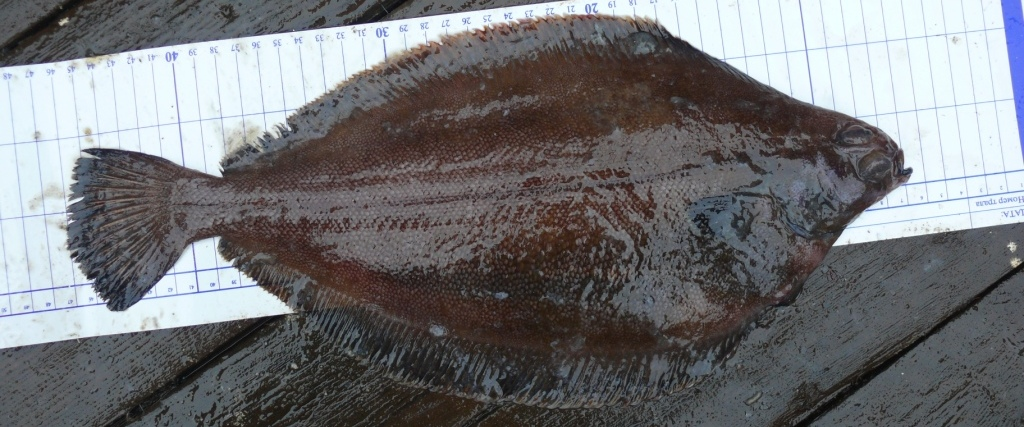
Glyptocephalus stelleri